# Famiglia IBM Storwize

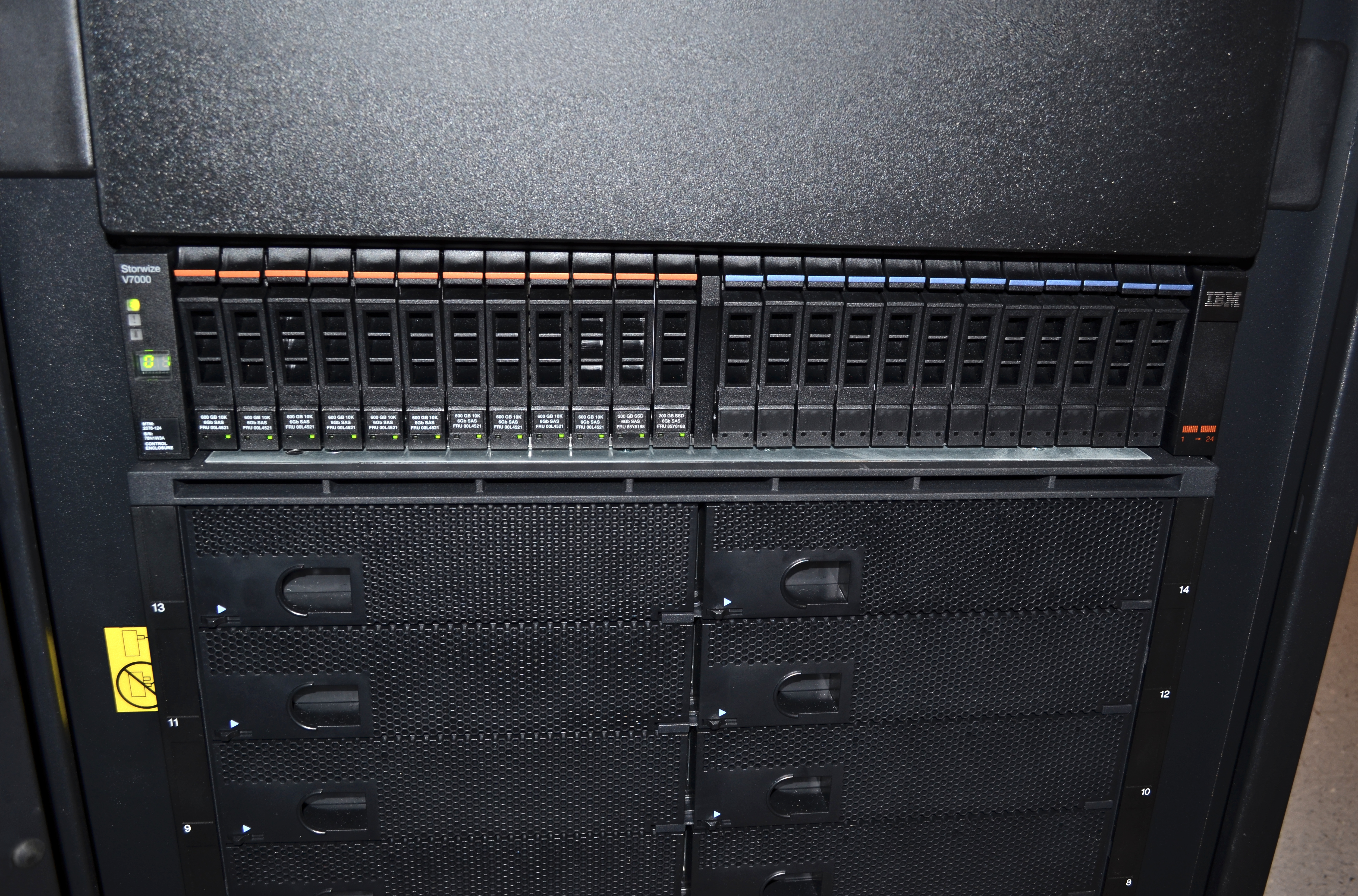
Storwize V7000

I sistemi IBM Storwize sono sistemi di virtualizzazione RAID computer data storage con capacità di archiviazione di dati grezzi fino a 32PB. Lo Storwize si basa sullo stesso software dell'IBM SAN Volume Controller (SVC).
La famiglia dello Storwize comprende nove componenti:
- IBM SAN Volume Controller – virtualizza array di archiviazione multipli
- IBM Flex System V7000 Storage Node – progettato per l'integrazione con l'IBM PureSystems (Supporto dismesso per lo SVC v7.3.0)
- IBM Storwize V7000 Gen3 - Capacità fino a 32PB e possibilità di utilizzare moduli FlashCore
- IBM Storwize V7000 Gen2 - Capacità fino a 4PB e la possibilità di virtualizzare external storage
- IBM Storwize V7000 – Capacità fino a 1.92PB e possibilità di virtualizzare external storage
- IBM Storwize V7000 Unified – aggiunge la connettività dei file
- IBM Storwize V5000 - capacità fino a 960TB
- IBM Storwize V3700 – capacità fino a 480TB
- IBM Storwize V3500 – capacità fino a 48TB (disbonibile solo in Cina, Hong Kong e Taiwan)

Ciascuno dei componenti della famiglia citati si fonda su una base di codice sorgente comune, benché ciascuno abbia un pacchetto specifico scaricabile.

## Architettura
Lo Storwize V7000 fornisce un'architettura molto simile allo SVC, utilizzando codice RAID del DS8000 per fornire codice dei dischi ed SSD  trattato internamente dal DS8000 per il tiered storage.